# Torch Song (grup de música)
Torch Song va ser una banda de synthpop i ambiental britànica dels primerencs anys vuitanta. Els membres originals eren William Orbit, Laurie Mayer i Grant Gilbert. Per 1985 se separaren. Orbit i Mayer van re-formar el projecte en 1995 i van enregistrar el seu àlbum final, Toward the Unknown Region, i va ser unit a Rico Conning, qui hi havia estat el seu productor de la casa en Guerilla Studios i també un membre de la banda post-punk, The Lines.

## Discografia

### Àlbums
- Wish Thing (1984)
- Ecstasy (1986)
- Exhibit A (1987)
- Toward the Unknown Region (1995)

### Singles
- "Prepare to Energize" (1983)
- "Don't Look Now" (1984)
- "Tattered Dress" (1985)
- "Ode to Billy Joe" (1985)
- "White Night" (1986)
- "Can't Find My Way Home" (1986)
- "Shine on Me" (1995)